# Magyarország a 2005-ös ifjúsági atlétikai világbajnokságon
Magyarország a Marokkói Marrákesben megrendezett 2005-ös ifjúsági atlétikai világbajnokság egyik részt vevő nemzete volt, 20 sportolóval képviseltette magát.

## Érmesek
| Érem      | Versenyző       | Versenyszám   | Dátum      |
| --------- | --------------- | ------------- | ---------- |
| Aranyérem | Pálhegyi Sándor | Kalapácsvetés | július 15. |
| Bronzérem | Lévai Dóra      | Kalapácsvetés | július 16. |

## Eredmények

### Férfi
| Versenyző    | Versenyszám | Előfutam | Előfutam | Elődöntő | Elődöntő | Döntő   | Döntő    |
| Versenyző    | Versenyszám | Idő      | Hely.    | Idő      | Hely.    | Idő     | Helyezés |
| ------------ | ----------- | -------- | -------- | -------- | -------- | ------- | -------- |
| Armuth Gábor | 400 m       | 48,62    | 2.       | 48,68    | 6.       | kiesett | kiesett  |

| Versenyző       | Versenyszám   | Selejtező                | Selejtező                | Döntő    | Döntő     |
| Versenyző       | Versenyszám   | Eredmény                 | Hely.                    | Eredmény | Helyezés  |
| --------------- | ------------- | ------------------------ | ------------------------ | -------- | --------- |
| Ungvári Tamás   | Rúdugrás      | érvényes kísérlet nélkül | érvényes kísérlet nélkül | kiesett  | kiesett   |
| Szabó Dezső     | Rúdugrás      | 4,80 m                   | 3.                       | 4,75 m   | 11.       |
| Pálhegyi Sándor | Kalapácsvetés | 74,41 m                  | 1.                       | 81,89 m  | Aranyérem |

### Nők
| Versenyző                                                | Versenyszám      | Előfutam | Előfutam | Elődöntő | Elődöntő | Döntő    | Döntő    |
| Versenyző                                                | Versenyszám      | Idő      | Hely.    | Idő      | Hely.    | Idő      | Helyezés |
| -------------------------------------------------------- | ---------------- | -------- | -------- | -------- | -------- | -------- | -------- |
| Vágó Mónika                                              | 100 m            | 12,15    | 4.       | kiesett  | kiesett  | kiesett  | kiesett  |
| Nyusa Viktória                                           | 200 m            | 24.80    | 3.       | kiesett  | kiesett  | kiesett  | kiesett  |
| Zircher Kitti                                            | 400 m            | 57,02    | 4.       | kiesett  | kiesett  | kiesett  | kiesett  |
| Bozzay Boglárka                                          | 800 m            | 2:21,14  | 5.       | kiesett  | kiesett  | kiesett  | kiesett  |
| Papp Gabriella                                           | 1500 m           | 4:39,55  | 11.      |          |          | kiesett  | kiesett  |
| Demeter Klaudia                                          | 100 m gát        | 14,01    | 5.       | 14,11    | 8.       | kiesett  | kiesett  |
| Csere Kata                                               | 5000 m gyaloglás |          |          |          |          | 25:36,67 | 18.      |
| Mészáros Anita                                           | 5000 m gyaloglás |          |          |          |          | kizárva  | kizárva  |
| Demeter Klaudia Vágó Mónika Nyusa Viktória Zircher Kitti | 1000 m váltó     | 2:15,07  | 5.       |          |          | kiesett  | kiesett  |

| Versenyző       | Versenyszám   | Selejtező | Selejtező | Döntő    | Döntő     |
| Versenyző       | Versenyszám   | Eredmény  | Hely.     | Eredmény | Helyezés  |
| --------------- | ------------- | --------- | --------- | -------- | --------- |
| Bodri Gabriella | Rúdugrás      | 3,30 m    | 14.       | kiesett  | kiesett   |
| Végvári Dóra    | Távolugrás    | 6,03 m    | 7.        | kiesett  | kiesett   |
| Demeter Klaudia | Hármasugrás   | 12,07 m   | 11.       | kiesett  | kiesett   |
| Márton Anita    | Súlylökés     | 12,23 m   | 6.        | 12,79 m  | 11.       |
| Márton Anita    | Diszkoszvetés | 40,04 m   | 9.        | kiesett  | kiesett   |
| Strenner Judit  | Diszkoszvetés | 41,85 m   | 7.        | 39,27 m  | 12.       |
| Lévai Dóra      | Kalapácsvetés | 56,28 m   | 2.        | 58,80 m  | Bronzérem |
| Németh Eszter   | Kalapácsvetés | 46,69 m   | 8.        | kiesett  | kiesett   |

| Versenyző     | Versenyszám | 100 m gát | 100 m gát | Magasugrás | Magasugrás | Súlylökés | Súlylökés | 200 m | 200 m | Távolugrás | Távolugrás | Gerelyhajítás | Gerelyhajítás | 800 m   | 800 m | Végeredmény | Végeredmény |
| Versenyző     | Versenyszám | Idő       | Pont      | Eredmény   | Pont       | Eredmény  | Pont      | Idő   | Pont  | Eredmény   | Pont       | Eredmény      | Pont          | Idő     | Pont  | Pont        | Helyezés    |
| ------------- | ----------- | --------- | --------- | ---------- | ---------- | --------- | --------- | ----- | ----- | ---------- | ---------- | ------------- | ------------- | ------- | ----- | ----------- | ----------- |
| Vörös Orsolya | Hétpróba    | 14,13     | 960       | 1,51 m     | 632        | 10,63 m   | 571       | 24,78 | 907   | 5,64 m     | 741        | 35,40 m       | 579           | 2:33,05 | 655   | 5045        | 12.         |